# Tomarata
Tomarata est une localité du district de Rodney dans l'île du Nord de la Nouvelle-Zélande.

## Situation
La ville de Wellsford siège au sud-ouest, Te Arai  vers le nord, et Pakiri vers le sud-est , ;
Le lac de Tomarata est à proximité et est réputé pour le canotage, le ski nautique, le kayak et la natation.

## Éducation
L’école de Tomarata School est une école, mixte, primaire, allant de l’année 1 à  8 avec un taux de décile rating de 7 et un effectif de 120 élèves .